# Peter Jacob Horemans
Peter Jacob Horemans (Anversa, 26 ottobre 1700 – Monaco di Baviera, 3 agosto 1776) è stato un pittore fiammingo di quadri di genere, nature morte e paesaggi.

## Biografia
Fratello minore, nonché allievo, di Jan Jozef Horemans il Vecchio, fu iscritto alla Gilda di San Luca di Anversa dal 1716 al 1724.
Nel 1725 si trasferì a Monaco di Baviera dove, nel 1727, fu nominato pittore di corte del Principe elettore, futuro Carlo VII di Baviera, Imperatore del Sacro Romano Impero, per il quale eseguì anche le decorazioni del Castello di Nymphenburg, nonché del padiglione di caccia, detto Amalienburg.
Nel 1725, il nipote Franz Karl Horemans entrò a far parte della sua bottega. 
Il 4 giugno 1730 sposò Justina Magdalena Resch, figlia di un dipendente del Principe elettore.
Nel 1759 divenne pittore di corte di Massimiliano III di Baviera.
Negli ultimi anni di vita, le sue capacità visive si ridussero a tal punto da non potergli più permettere di dipingere.

## Galleria d'immagini

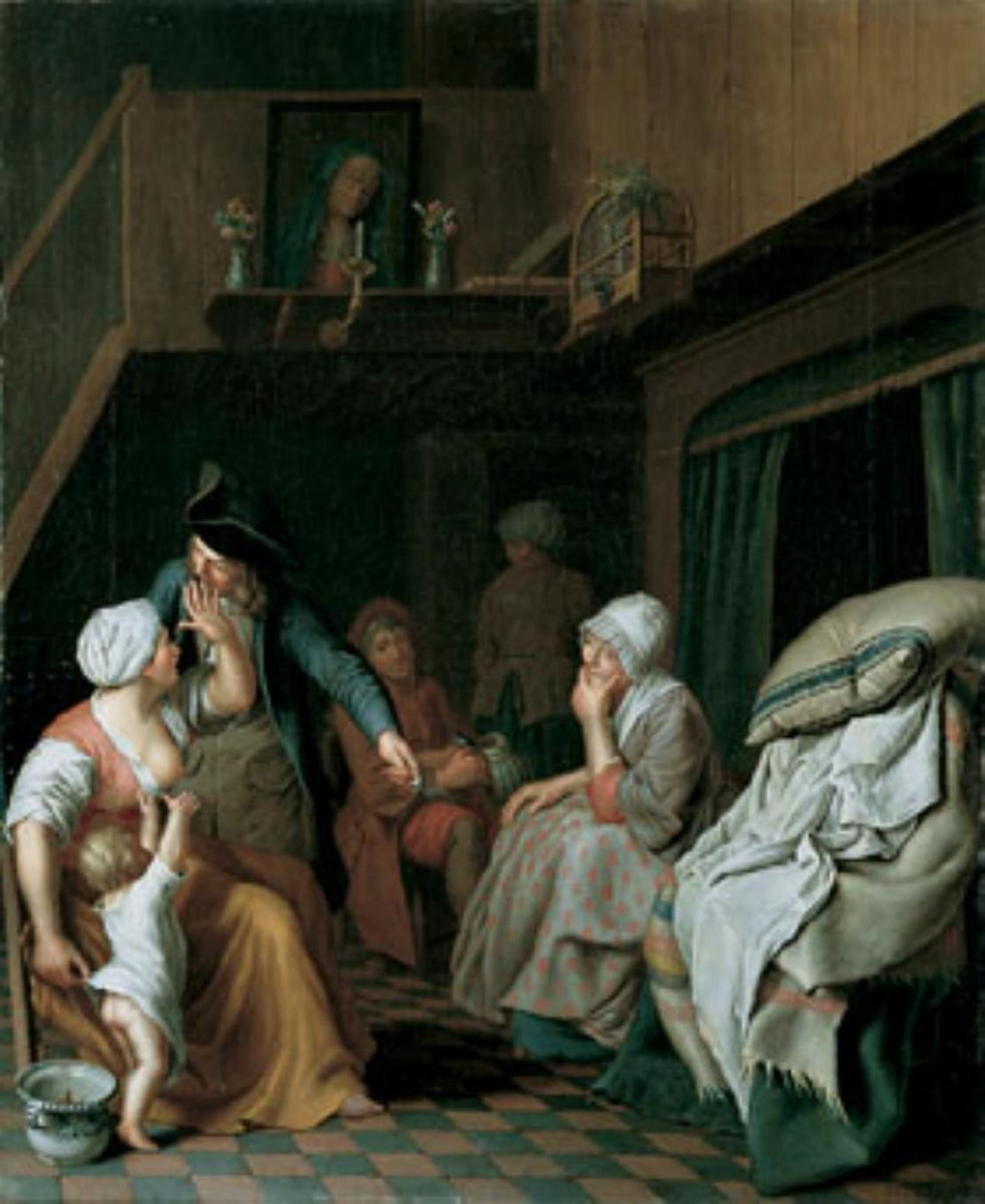
Intimità domestica
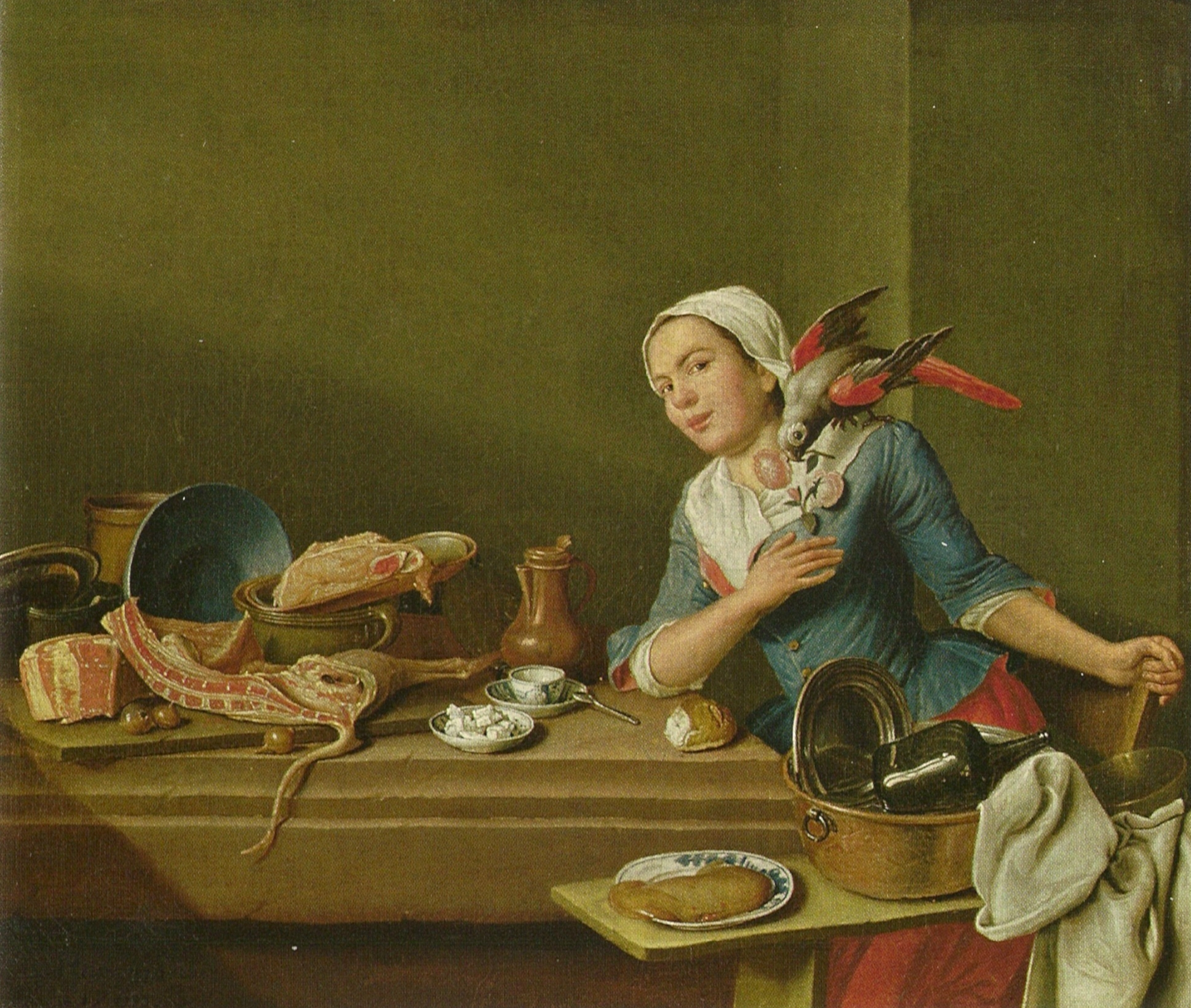
Natura morta in cucina, con ragazza e pappagallo, 1760, Kurfürstliche Galerie, Monaco di Baviera